# فيليكودفورسكيي
فيليكودفورسكيي (بالروسية: Великодворский) هي مدينة في مقاطعة فلاديمير أوبلاست في روسيا. يبلغ عدد سكانها حوالي 1920 نسمة.